# Vidov

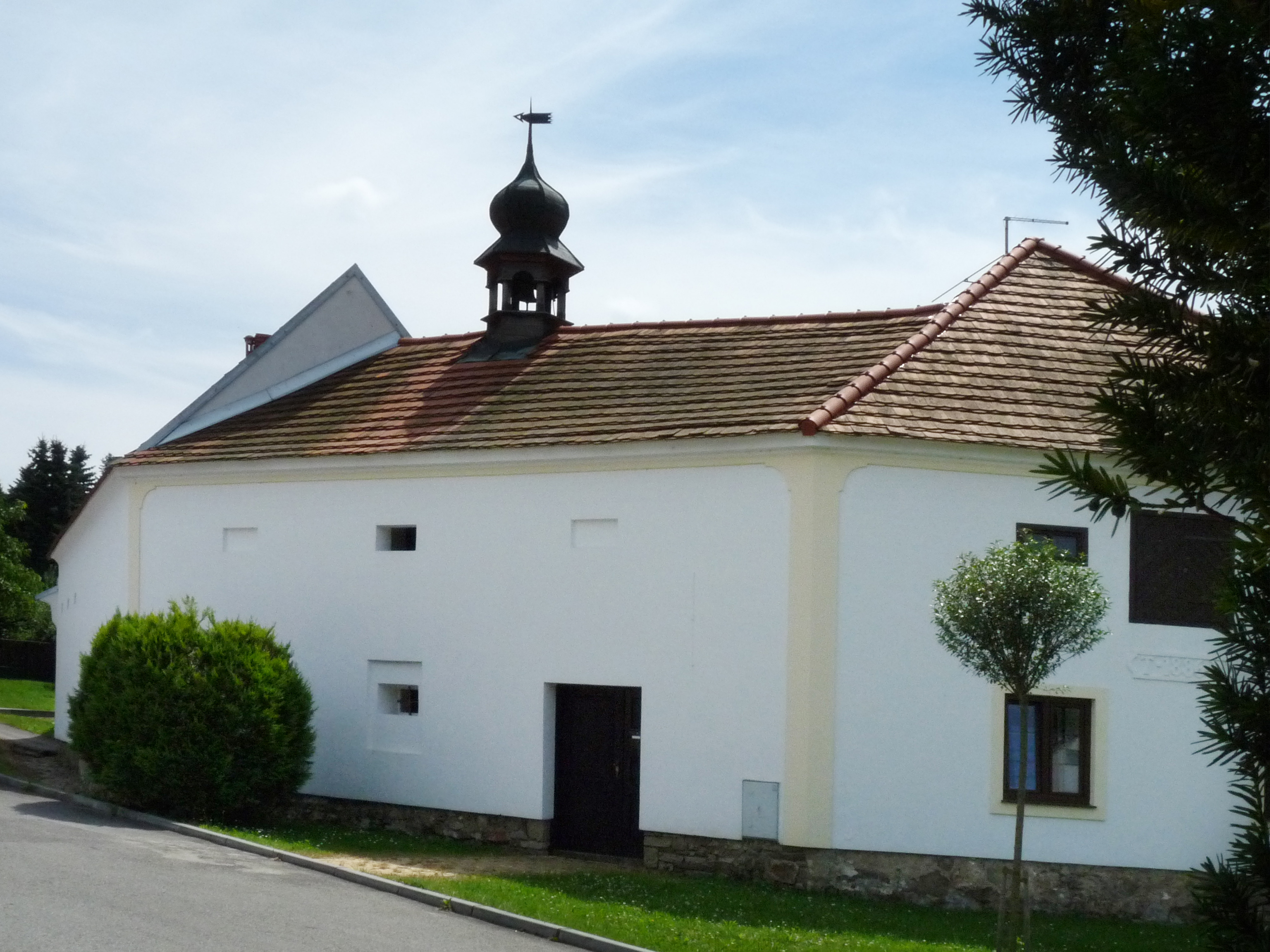
Gehöft Nr. 1

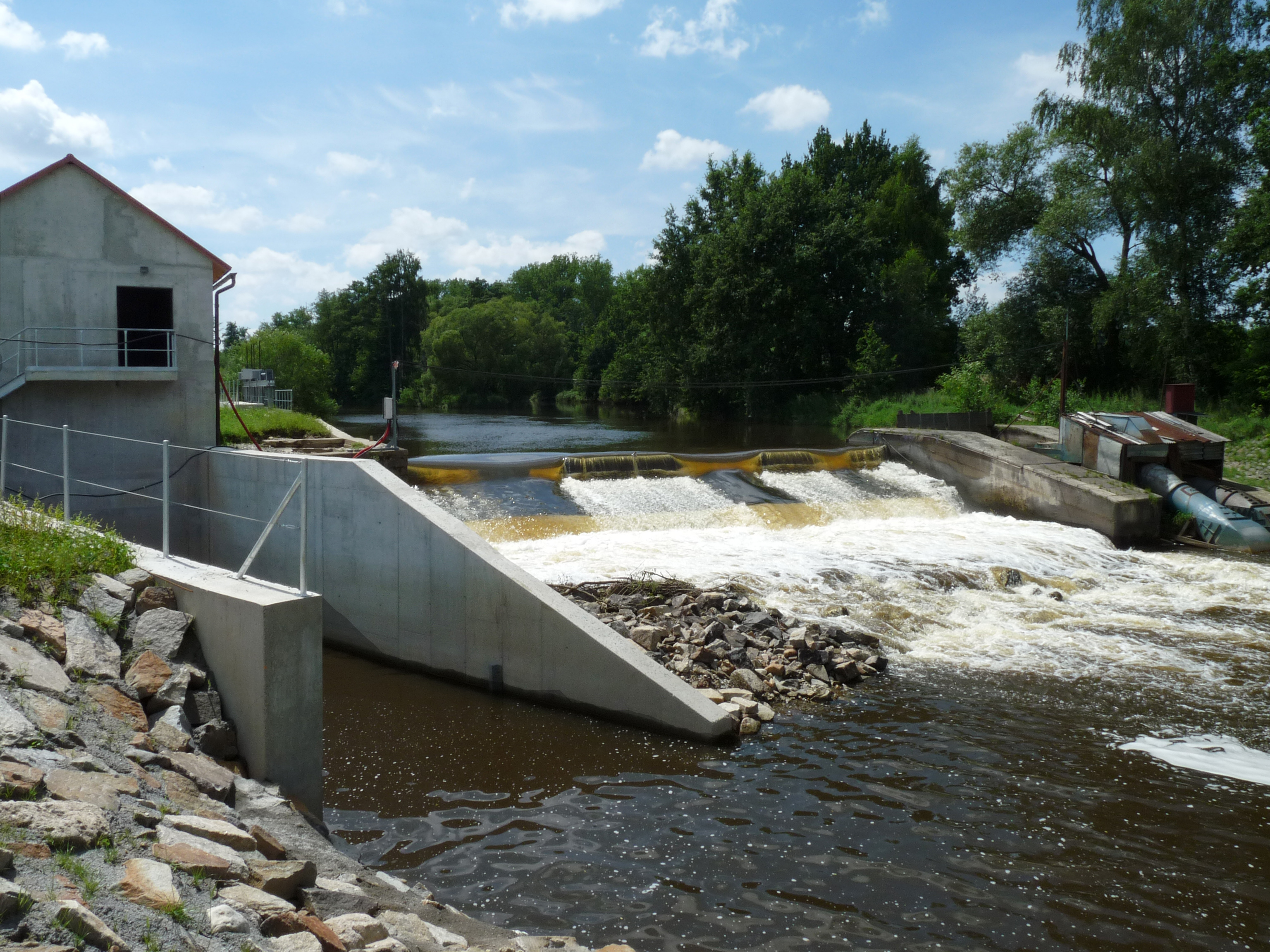
Maltschwehr bei Vidov

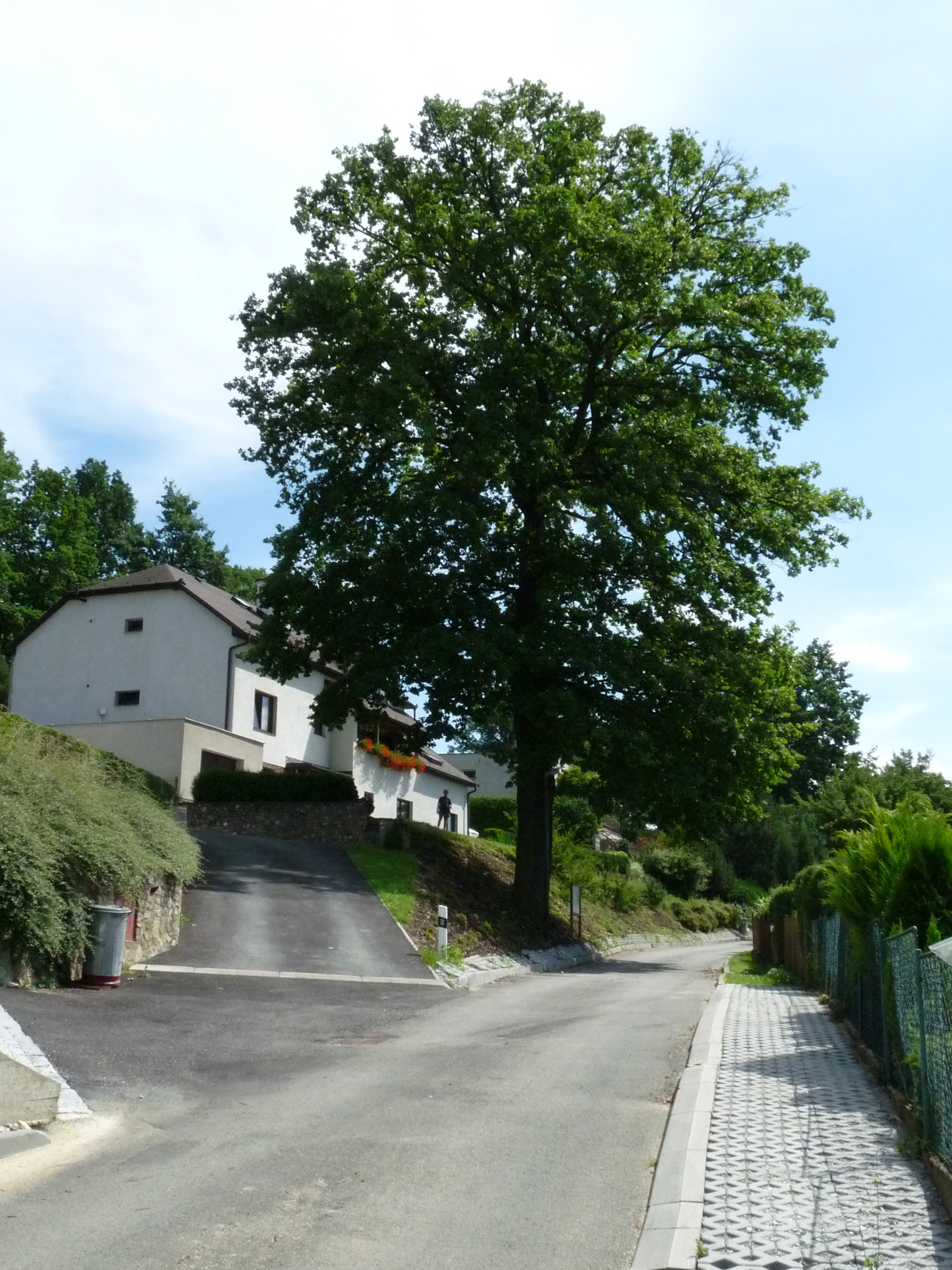
Alte Eiche in Vidov

Vidov (deutsch Wiederpolen) ist eine Gemeinde in Tschechien. Sie liegt sechs Kilometer südlich von Budweis in Südböhmen und gehört zum Okres České Budějovice.

## Geographie
Vidov befindet sich rechtsseitig der Maltsch an der Einmündung des Baches Nedabylský potok. Das Dorf liegt am Fuße der südlichen Ausläufer der Lischauer Schwelle (Lišovský práh) am Rande des Budweiser Beckens. Nordöstlich erhebt sich der Hůrecký kopec (541,7 m) und im Osten der Zlatý jelen (478 m). Am östlichen Ortsrand führt die Bahnstrecke České Velenice–České Budějovice an Vidov vorbei, der nächste Bahnhalt ist Nová Ves u Českých Budějovic.
Nachbarorte sind Mladé und Nové Hodějovice im Norden, Doubravice im Nordosten, Nedabyle, Na Dolinách und Nová Ves im Osten, Borovnice im Südosten, Heřmaň und Plav im Süden, Kamenný Újezd, Na Dolech und Lorenc im Südwesten, Včelná, Lesní Kolonie und U Karla im Westen sowie Homole, Planá und Roudné im Nordwesten.

## Geschichte
Belege einer frühzeitlichen Besiedlung stellen die aus der Bronzezeit stammenden Hügelgräber im Panský les dar. Es wird angenommen, dass die Feste Vidov am Übergang vom 13. zum 14. Jahrhundert entstand. Die erste schriftliche Überlieferung über Vidov bzw. Vidov pole erfolgte im Jahre 1357, als Jindřich von Vidovpole als Zeuge bei der Einsetzung des Pfarrers von Nákří in Erscheinung trat. Jindřich war das vierte Glied eines Kleinadelsgeschlechtes, das sich nach seinem Sitz Vidov pole benannt hatte. Ihm folgte Beneš von Vidovpole, der zwischen 1364 und 1388 in Budweis bei der Stiftung eines Altars als Zeuge auftrat. Nachfolgender Besitzer des Gutes war Jan von Vidov bzw. Vidovec. Dieser diente im 1394 verlorenen Machtkampf zwischen König Wenzel IV. und dem Adelsbund um Heinrich III. von Rosenberg seinem König und büßte dafür mit seiner Freiheit und seinem Besitz. Nach dem Vergleich vom 24. Juni 1405 wurde Jan von Vidov freigelassen und erhielt sein Gut zurück. Das Geschlecht von Vidovpole erlosch nach 1415. Nachfolgende Besitzer des Gutes waren Jindřich Kolman von Křikava, Jan Tožice von Tožice, Cinišpán von Heršlák, Lev von Rosental und Zdeniek Lev von Rosental. Dieser verkaufte das Gut Vidov 1490 zusammen mit Hodějovice an Wok II. von Rosenberg, der es seiner Herrschaft Wittingau zuschlug. Die Feste wurde 1541 im Urbar der Herrschaft Rosenberg als wüst bezeichnet. Sie befand sich unweit der heutigen Trafostation auf einem Sporn über dem heute ebenfalls nicht mehr vorhandenen Teich Tvrzský rybník. Das Gut Vidov hatte auch das Braurecht inne. Als der Verwalter der Rosenberger Güter, Jakob Krčín von Jelčany, 1564 in Plav eine neue Brauerei errichten ließ, wurde das Vidover Braurecht auf diese übertragen. In der Umgebung des Dorfes befanden sich im 16. Jahrhundert an der Maltsch drei große Fischteiche.
Nach dem Tode des Peter Wok von Rosenberg fiel das Erbe der Rosenberger 1611 den Herren von Schwanberg zu. Nach der Schlacht am Weißen Berg wurden die Güter des Peter von Schwanberg konfisziert und fielen dem Kaiser zu. Ab 1660 gehörten die Güter der Herrschaft Třeboň den Herren von Schwarzenberg. Am Goldenen Hirsch wurden Eisenbergwerke betrieben. Bis zur Mitte des 19. Jahrhunderts blieb das Dorf immer nach Třeboň untertänig.
Nach der Aufhebung der Patrimonialherrschaften bildete Vidov / Wiederpolen ab 1850 zunächst einen Ortsteil der Gemeinde Hodovice in der Bezirkshauptmannschaft Budějovice/Budweis. 1869 nahm die Kaiser Franz Josephs-Bahn auf der Bahnstrecke Budweis – Gmünd den Betrieb auf und fuhr an Vidov ohne Halt vorbei. Ab 1895 bildete Vidov einen Ortsteil der Gemeinde Plav. Im Jahre 1913 hatte das Dorf 89 tschechischsprachige Einwohner. 1924 löste sich Vidov von Plav los und bildete eine eigene Gemeinde. Die Einwohnerzahl wuchs in den 1930er Jahren auf 100 an. Während der deutschen Besetzung wurde Wiederpolen im Jahre 1943 nach Daubrawitz eingemeindet. Dies wurde nach dem Ende des Zweiten Weltkrieges im Jahre 1945 wieder revidiert. 1956 wurde das Dorf unter die Verwaltung des Örtlichen Nationalausschusses Roudné gestellt und 1964 gänzlich eingemeindet. Das Ortsbild wurde in den 1970er und 1980er Jahren durch Errichtung von Neubauten stark verändert, zugleich entstand ein eigenes Wasserwerk. Nach einem Referendum löste sich Vidov am 24. November 1990 wieder von Roudné los und bildet eine eigene Gemeinde.

## Gemeindegliederung
Für die Gemeinde Vidov sind keine Ortsteile ausgewiesen.

## Sehenswürdigkeiten
- Historisches Gehöft Nr. 1 mit Glockentürmchen am Dorfplatz
- Alte Eiche
- Maltschwehr
- Naturlehrpfad
- Hügelgräber aus der Bronzezeit, südlich des Dorfes auf der Kuppe im Wald Panský les